# ブラック・ベイル・ブライズ
ブラック・ベイル・ブライズ (Black Veil Brides) とは、アメリカ合衆国オハイオ州,シンシナティ出身のグラム・メタルバンドである。
全員、キッスから影響を受けたというゴシックファッションに身を包んでおり、2010年に正式デビューを果たした。
1stアルバムでは、メタルコアやエモに影響を受けた曲調が多かったが、2ndからは80年代HR/HMのような楽曲を中心としている。

## メンバー

### 現メンバー
- アンディ・ビアサック / Andy Biersack - (ヴォーカル) [2006年 - 現在]、(キーボード、シンセサイザー) [2019年 - 現在]

アメリカでは、エモファッション界のカリスマとして、若者から非常に人気が高い人物。
- ジンクス / Jinxx - (リズムギター、ヴァイオリン、チェロ、キーボード、ピアノ、バックボーカル) [2009年 - 現在]

本名は、ジェレミー・マイルズ・ファーガソン/Jeremy Miles Ferguson
- ジェイク・ピッツ / Jake Pitts - (リードギター) [2010年 - 現在]
- ロニ・イーグルトン / Lonny Eagleton - (ベース、バックボーカル) [2019年 - 現在]
- クリスチャン・"CC"・コーマ / Christian "CC" Coma - (ドラム) [2010年 - 現在]

### 旧メンバー
- ジョニー・ヘロルド / Johnny Herold - (リードギター) [2006年]
- フィル・セネデラ / Phil Cenedella - (ベース、バックボーカル) [2006年]
- クリス・リーゼンバーグ / Chris Riesenberg - (ドラム) [2006年]
- ケビン・ハリス / Kevin Harris - (キーボード) [2006年-2007年]
- ネイト・シップ / Nate Shipp - (ギター、バックボーカル) [2006年-2007年]
- ロバート・トーマス / Robert Thomas - (ベース) [2007年-2008年]
- マイク・スタンパー / Mike Stamper - (ドラム) [2006年-2009年]
- クリス・ハリウッド / Chris Hollywood - (ギター、バックボーカル) [2007年-2009年]
- デヴィッド・"パン"・バートン / David "Pan" Burton - (ギター) [2009年-2010年]
- サンドラ・アルバレンガ / Sandra Alvarenga - (ドラム) [2009年-2010年]

脱退後はModern Day Escapeに加入、現在も在籍中。
- アシュリー・パーディ / Ashley Purdy - (ベース、バックボーカル) [2009年-2019年]

タイムライン

## 概要
2006年結成。
2009年には、インディーズレーベル「Standby Records」と契約を結ぶ。
2010年に1stアルバム『We Stitch These Wounds』でデビューを飾る。全米アルバムチャートでは、初登場36位を記録した。収録曲Perfect WeaponはゲームSaints Row: The Thirdに使用されている。
2011年3月11日には、原宿で初来日公演も開催されたが、開催当日の午後に発生した東北地方太平洋沖地震の影響で急きょ来演できなくなった客に対し、緊急の払い戻し措置がとられた。その後、メジャーレーベルのLava Recordsへと移籍。
2011年6月14日、前作からわずか9ヶ月という短期間で2ndアルバム『Set the World on Fire』をリリース。
2013年1月8日、3rdアルバム『Wretched and Divine: The Story of the Wild Ones』をリリース。
2014年10月27日、4thアルバム『Black Veil Brides』をリリース。
2018年1月12日、5thアルバム『Vale』をリリース。
2019年11月28日、ベーシストのAshley Purdyが脱退。同月29日、新ベーシストであるLonny Eagletonの加入とともに、スメリアン・レコードに移籍＆2曲入りEP「The Night」をリリース。
2020年7月1日、デビューアルバム『We Stitch These Wounds』のリリースから10周年を記念し、同アルバムを現メンバーで全曲再録した『Re-Stitch These Wounds』をリリースすることを発表。
2021年10月29日、6thアルバム『The Phantom Tomorrow』をリリース。

## ディスコグラフィー

### アルバム
| 発売日         | アルバムのタイトル                              | 販売レーベル     | 全米ビルボードアルバムチャート最高位 |
| 2010年7月20日  | We Stitch These Wounds                          | StandBy Records  | 36位                                 |
| 2011年6月14日  | Set the World on Fire                           | Lava Records     | 17位                                 |
| 2013年1月8日   | Wretched and Divine: The Story of the Wild Ones | Lava Records     | 7位                                  |
| 2014年10月27日 | Black Veil Brides                               | Lava Records     | 10位                                 |
| 2018年1月12日  | Vale                                            | Lava Records     | 14位                                 |
| 2020年7月31日  | Re-Stitch These Wounds                          | Sumerian Records |                                      |
| 2021年10月29日 | The Phantom Tomorrow                            | Sumerian Records |                                      |

### デジタルシングル
| 発売日         | アルバムのタイトル | 販売レーベル     |
| 2011年12月13日 | Rebels             | Lava Records     |
| 2019年11月29日 | The Night          | Sumerian Records |
| 2020年11月13日 | Scarlet Cross      | Sumerian Records |